# (73331) 2002 JK106
(73331) 2002 JK106 – planetoida z pasa głównego asteroid okrążająca Słońce w ciągu 4,61 lat w średniej odległości 2,77 j.a. Odkryta 15 maja 2002 roku.